# Аномальная жара в мире (2021)

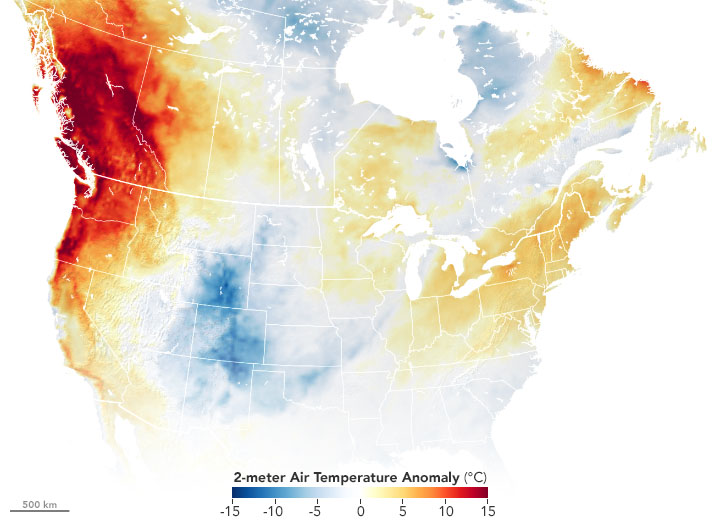
Аномалии температуры воздуха в июне 2021 г. в Америке, по сравнению с базовым уровнем 2014—2020 годов

Аномальная жара в мире (2021) — документальные свидетельства о аномально тёплой погоде по всему миру в 2021 году.

## Список

### Февраль
По всей Европе и в некоторых частях Азии с 20 по 28 февраля 2021 года наблюдались необычно высокие температуры для конца зимнего периода; в Москве температура достигла +6,4, для периода конца февраля став самой высокой более чем за 30 лет, 1,9 градуса недотянув до рекорда февраля и 2 до его превышения, за 3 дня выдался рост на +30,9, за весь февраль такой высокой температуры не было более 19 лет, что стало одной из самых выдающихся высоких московских температур конца зимы, выше нескольких рекордов начала марта. Самое начало марта также выдалось одним из самых тёплых, 1-2 марта температура повышалась практически до +5, при солнечной погоде являясь чисто весенней погодой. В Калининграде 25.02 было +17°. Самый впечатляющий рекорд был установлен в г. Гёттинген (Германия) 24.02: t за се́дмицу поднялась на 41,7° — с −23,8° до +18,1°, из-за чего резко начали распускаться листья на деревьях и цвести цветы. Аналогичное тепло установилось и в других городах Германии, в частности, в столице страны Берлине.

### Май
В мае также местами наблюдалась рекордная жара, к центру месяца в Центральную часть ЕТР пришёл рекордный зной, температура поднялась выше +30°, а местами достигла +32° и выше, в Москве во вторник 18 мая было +30,6°, что на полтора градуса превысило дважды поставленный прежний рекорд, в Твери температура достигла +31,9°, что стало беспрецедентно ранней предлетней датой столь высокой температуры, местами и по востоку вторая майская декада стала рекордно жаркой, превысив 2013 год, так в Нижнем декадная её температура составила +21.2°, что дало бы аномалию +9,6° к старой и +8° к новой норме, хотя начался май холодами, которые простояли почти до самого конца первой декады, в Московской области на 9 мая шёл снегопад, да и перед этим стояла слитная прохлада, в Москве едва не дошло до заморозков, (два следующие мая 2022—2023 минимум был ещё ниже). Восточнее аномалия в мае была ещё выше, так в Поволжье и на южном Урале, на юге Западной Сибири вплоть до Омской области май стал беспрецедентно жарким, местами превысив прежний рекорд на полтора-два градуса. В центре похолодало уже к 20-м числам, и заметной жары в третьей декаде более почти не было. Зато уже к утру 1 июня в Торопце (Тверская область) похолодало до −2,6°, что стало новым абсолютным минимумом лета в этом пункте. В итоге май стал также одним из самых контрастных месяцев 2021 года с перепадом, местами достигшим 34° по Центру.

### Июнь

#### Канада
В июне 2021 года волна жары установила рекордно высокую общенациональную температуру в Канаде. Это событие привело к тысячам смертей, связанных с жарой.

#### Евразия

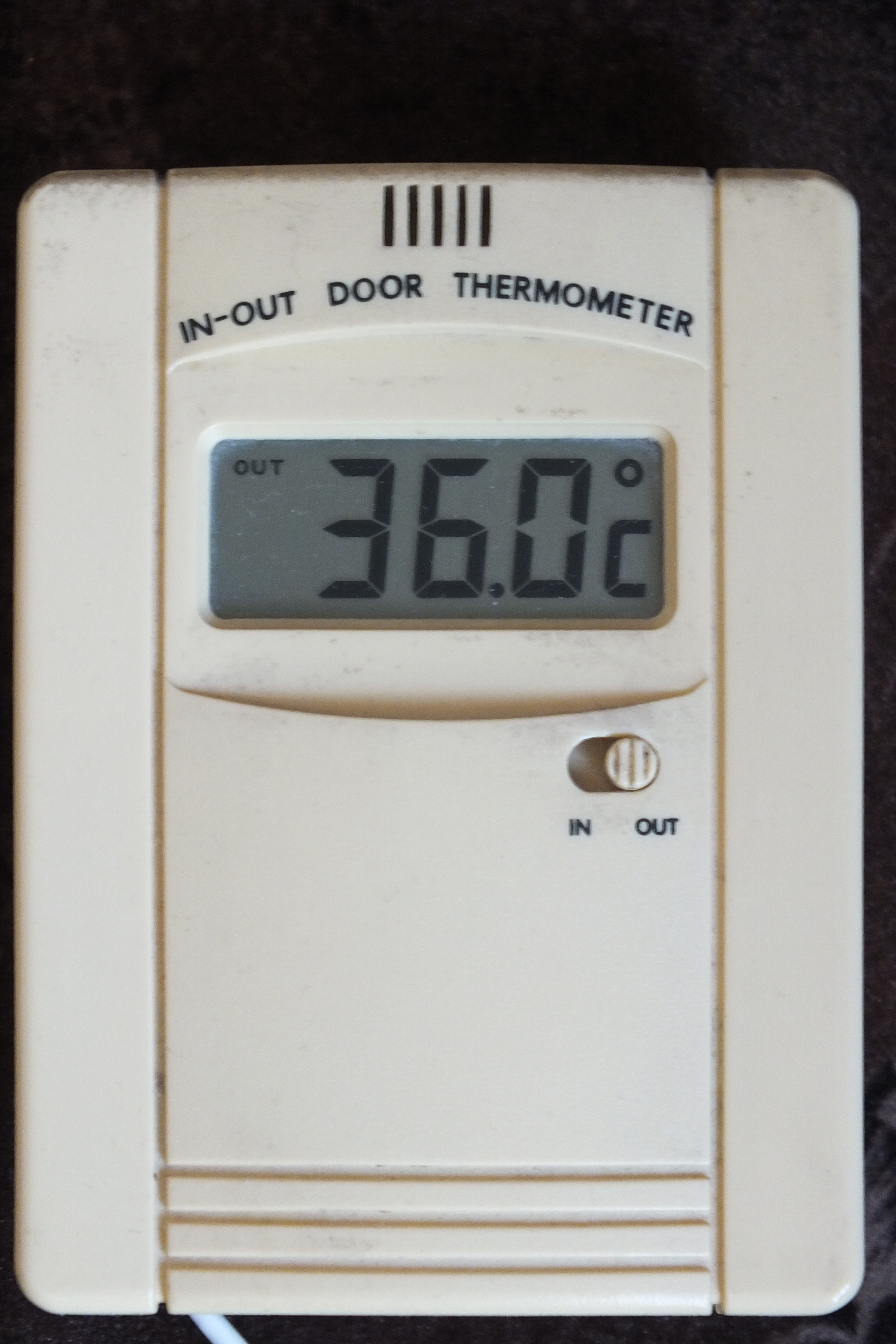
Температура воздуха 23 июня в Москве (17:18 UTC+3)

Части России и Восточной Европы пострадали от рекордной жары в июне и июле, когда температура за полярным кругом превышала 30 °C, в Москве и Санкт-Петербурге были побиты абсолютные максимумы температуры июня (+34,8 °С и +35,9 °С соответственно). На Северо-Западе России в первый месяц лета температура впервые за историю метеонаблюдений достигла отметки +35 °С, так в Твери температура достигла +35,4, во Владимире и Коломне +35,2, в Тверской области +34,9, в то же время более южная Тула не достигла даже +34, тогда как в 2010 в Туле было +35. Коломна едва недотянула до 2010 (+35.4). Кроме того и в Центральной Якутии жара достигла едва не самой рекордной высокой планки, так в Сеген-Кюёле, около центра Республики 20-21 июня было +33.2 и +34.2, в самый долгий световой день за лето взялся новый максимум июня и первого полугодия, всего на 0.5 ниже старого московского, это увеличило перепад с морозами начала 1981 года до 94.4-94.7, а 29 мая в Усть-Моме впервые за базу измерений днем прогрелось до +34.5, что также стало новым июньским зноем. В Томно ближе к востоку Саха 29 июня также достигло +33, что несколько превысило прежний рекорд, а в Чумпуруке 20-22 июня минимально не хватало до рекордов-так 20 числа днём было +32.2 при рекорде 2014 +32.6. Притом в центре пиковая жара по дате наблюдалась несколько раньше пиковой в 2010-июне-сразу после летнего солнцестояния, хотя и в 2010 везде по Центру уже в это время температура перешла за +30. Температура на 20 градусов выше средней в Центральной и Восточной Европе, с самыми высокими аномалиями, сосредоточенными в Скандинавии и некоторых частях западной России, из-за эффекта теплового купола. Антициклон сформировал условия над Россией, которые напоминали условия жары 2010 года, в некоторых районах Сибири температура была на 15 °C выше нормы. На берегах Баренцева моря температура была выше, чем на пляжах Италии и южной Франции, около 25-30 °C в течение нескольких дней.
В июне 2021 года Казахстан столкнулся с рекордным повышением температуры в западных районах страны, в частности в Кызылординской, Мангистауской и Туркестанской областях. В результате казахстанская метеорологическая служба «Казгидромет» прогнозировала, что произойдёт сильная засуха. К 7 июля температура поднялась до 46,5 °C. До объявления о повышении температуры в социальных сетях появились фотографии из Мангистауской области, на которых были изображены истощённые лошади на грани смерти. Согласно Министерству сельского хозяйства, причиной сложившейся ситуации стало отсутствие пастбищ в этом районе в результате ряда климатических условий; оно обещало приняты меры для предотвращения дальнейших потерь скота. Агентство «Хабар» 16 июня 2021 года сообщило, что погибло около 2000 голов скота, а казахстанские законодатели призвали ввести чрезвычайное положение в Мангистауской и Кызылординской областях, сославшись на проблемы фермеров, которые не хотели кормить скот из-за завышенных затрат на корма для животных. В июле 2021 года в связи с ухудшением ситуации президент Казахстана Касым-Жомарт Токаев призвал министра сельского хозяйства Сапархана Омарова уйти в отставку, сославшись на его неспособность оказать помощь оказавшимся в трудном положении фермерам. 13 июля в Аральском районе было введено чрезвычайное положение в попытке решить проблему нехватки кормов. В ходе визита в Мангистаускую область исполняющий обязанности министра сельского хозяйства Ербол Карасукеев пообещал, что будут выделены средства для снижения затрат на корма для скота, а также будет введён запрет на их экспорт.

#### Северная Америка
Сильная жара охватила большую часть запада Северной Америки с конца июня по середину июля 2021 года. Анализ погодной статистики показал, что аналогичное событие произошло 1000 лет назад, и его повтор стал в 150 раз более вероятным из-за изменения климата.
Волна жары затронула Северную Калифорнию, Айдахо, Западную Неваду, Орегон и Вашингтон в Соединённых Штатах, а также Британскую Колумбию и, на последней стадии, Альберту, Манитобу, Северо-Западные территории, Саскачеван и Юкон, всю территорию Канады. Волна жары возникла из-за исключительно сильного хребта, сосредоточенного в этом районе, вызванного последствиями глобального потепления. Это привело к самым высоким температурам, когда-либо зарегистрированным в регионе, включая самую высокую температуру, когда-либо измеренную в Канаде, — 49,6 °C (121,3 °F). Точное число погибших неизвестно. 6 июля предварительные статистические данные, опубликованные Коронерской службой Британской Колумбии, указывали, что в провинции произошло на 610 внезапных смертей больше, чем обычно, а в провинции Альберта за неделю аномальной жары зарегистрировано 66 случаев избыточной смертности. Главный коронёр Британской Колумбии позже сказал, что в течение недели между 25 июня и 1 июля было подтверждено, что 569 смертей произошли по причинам, связанным с жарой.
Подтверждённые случаи смерти в Соединённых Штатах включали по меньшей мере 116 случаев в Орегоне (из которых 72 находились в округе Малтнома, в который входит Портленд, по крайней мере, 112 в Вашингтонеи одна смерть в Айдахо); анализ, проведённый «Нью-Йорк Таймс», предполагает, что в течение недели, когда волна жары прошла через Вашингтон и Орегон, произошло около 600 избыточных смертей.

### Июль
В июле тепловая волна в Европе привела к рекордным температурам в Великобритании и Ирландии. В Кувейте зарегистрировано +53,3° C в тени и +70° C на солнце, что всего градус не дотянуло до годового максимума 2010 года, зарегистрированного в Иране. Очаг жары распространился на всю Западную и Восточную Европу, включая Россию. Так, например, в Санкт-Петербурге было побито ещё три рекорда, а сам июль стал вторым самым жарким за всю историю метеонаблюдений, уступая лишь легендарному 2010 году. В Москве июль также стал очень жарким и занял восьмое место среди самых жарких июлей после семи 2010, 2011, 1938, 2001, 1972, 1936, 2002, — итого 8 место и оказался на 0,5 холоднее самого раннего зарегистрированного случая шестёрки из таких июлей, кроме того его максимум хотя и 0,7 недотянул до июньского, оказался самым высоким с легендарного 2010 года, на +0,3 превысив 2011 год, хотя и был равноудалён от него и предыдущего ему 2009 года; в Твери температура достигла +34,2. В самом начале июля рекордный зной с ТВМ зашел и в Якутию, куда самая ТВМ подошла 2-3 июля: так 2 числа в Сеген-Кюёле поднялось до +33.7, в Томно до +34 с прежними +32 19 лет раньше и в Исити +34.4, первые 2 точки заметно превысили прежние рекорды, 3 июля в Якутске было +34.2, в Томно и Оймяконе +32.9 и +30.9 соотв.

### Август
В августе 2021 года на Северную Америку обрушилась волна жары. Волна жары была второй за лето для Тихоокеанского Северо-Запада. В штате Орегон было объявлено чрезвычайное положение. Национальная метеорологическая служба выпустила предупреждения о чрезмерной жаре для столичного района Портленда (включая Ванкувер, Вашингтон), большей части ущелья реки Колумбия и долины Уилламетт. В Портленде были открыты центры охлаждения. Климатолог Орегона сказал, что волна жары является «показателем тревожной тенденции».
Кроме того и в Тульской и южной части Московской области под конец месяца зной повысился до рекордного, 22 августа в Серебряных Прудах днем жара достигла +34, что в эти числа идентично 1898 году и является крайне высокой планкой к уже последней декады лета, а в Сарапуле Удмуртии и вовсе перешла за +35, что превысило аналогичную аномалию 2007 года, стоящую несколько южнее не с заходом на север на долготе востока ПФО, как это произошло на 14 лет позже.